# NGC 1364
NGC 1364 ist eine Spiralgalaxie vom Hubble-Typ Scd im Sternbild Eridanus am Südsternhimmel. Sie ist schätzungsweise 417 Millionen Lichtjahre von der Milchstraße entfernt und hat einen Durchmesser von etwa 60.000 Lj. Wahrscheinlich bildet sie gemeinsam mit NGC 1363 ein gravitativ gebundenes Galaxienpaar.
Das Objekt wurde im Jahr 1886 von Frank Muller entdeckt.